# Nord Stream Race
Das Nord Stream Race war eine Langstreckenregatta durch die Ostsee, die der Nord-Stream-Pipeline von St. Petersburg nach Deutschland folgte. Einzige feste Bahnmarke war die Insel Bornholm, die östlich zu passieren war.

## Geschichte
Die Regatta fand jährlich von 2012 bis 2021 (2020 Entfall wegen der COVID-19-Pandemie) in wechselnder Richtung statt und wurde seit 2019 von der Konzeptwerft in Hamburg und dem Saint Petersburg Yacht Club (SPBYC) in St. Petersburg veranstaltet. Die Strecke Deutschland – Russland wurde im Herbst gesegelt, im folgenden Frühjahr fand dann die Rückregatta nach Deutschland statt. So konnten die teilnehmenden Yachten in St. Petersburg überwintern.
Das Nord Stream Race 2017 wurde erstmals in vier Etappen von Kiel über Kopenhagen, Stockholm und Helsinki nach St. Petersburg vom 26. August bis 7. September 2017 gesegelt. In den Häfen Kopenhagen und Helsinki fanden zusätzlich je drei Inshore-Rennen statt. Als Teilnehmer gingen Segelvereine aus Ostsee-Anrainerstaaten einheitlich mit Swan50-Yachten an den Start.
Die Initiative zur Etablierung dieser Regatta ging von dem Energiekonzern Gazprom und dem Saint Petersburg Yacht Club aus. Die Siegeryacht erhielt ein Preisgeld von 100.000 Euro. Im Jahr 2012 begann man mit Swan60-Yachten als Einheitsklasse. Zugelassen sind seit 2013 auch ORC-Yachten mit einer Mindestlänge von 30 Fuß und einem GPH-Wert kleiner als 550.
Der Geschwindigkeitsrekord für die Strecke Flensburg – St. Petersburg wurde 2013 von der Yacht Outsider mit Skipper Tilmar Hansen aufgestellt: 3 Tage, 48 Minuten und 23 Sekunden.

## Russischer Überfall auf die Ukraine
Nach dem russischen Überfall auf die Ukraine forderte der Deutsche Segler-Verband die mit dem Energiekonzern Gazprom kooperierenden Vereine auf, sich von dem Sponsor zu trennen. Der Nord Stream Race sei eine PR-Maßnahme.

## Ergebnisse
| Jahr | Start          | Ziel           | Distanz | Siegeryacht Swan60                 | Skipper                               | Siegeryacht ORC                    | Skipper            |
| ---- | -------------- | -------------- | ------- | ---------------------------------- | ------------------------------------- | ---------------------------------- | ------------------ |
| 2021 | Kiel           | St. Petersburg | 750 sm  | Finnland –                         | Michael Wahlroos (Esbo Segelförening) |                                    |                    |
| 2018 | Kiel           | St. Petersburg | 750 sm  | Russland – Lord of the Sail – Asia | Sergey Musikhin                       |                                    |                    |
| 2017 | Kiel           | St. Petersburg | 750 sm  | Schweden – Cape Crow Yacht Club    | Patrik Sturesson                      |                                    |                    |
| 2016 | St. Petersburg | Warnemünde     | 750 sm  | Russland – SGM                     | Alexander Holstein                    |                                    |                    |
| 2015 | Flensburg      | St. Petersburg | 800 sm  | Russland – Spirit of Europe        | Tim Kröger                            | Deutschland – Broader View Hamburg | Georg Christiansen |
| 2014 | St. Petersburg | Warnemünde     | 750 sm  | Russland – Bronenosec              | Igor Frolov                           |                                    |                    |
| 2013 | Flensburg      | St. Petersburg | 800 sm  | Russland – Tsaar Peter             | Adrian Stead                          | Deutschland – Outsider             | Tilmar Hansen      |
| 2012 | St. Petersburg | Greifswald     | 750 sm  | Russland – Bronenosec              | Igor Frolov                           |                                    |                    |